# Sahara (roman)
Pour les articles homonymes, voir Sahara (homonymie).
Sahara (titre original : Sahara) est un roman policier américain de Clive Cussler paru en 1992.

## Résumé
Une semaine avant la reddition des forces confédérées de Robert E. Lee en 1865, le navire de la marine confédérée CSS Texas est chargé sur un quai avec des caisses censément remplies de documents. Le capitaine du navire, Tombs, a reçu l'ordre de faire passer le navire devant un blocus de l'Union et vers tout port neutre où il devrait accoster jusqu'à ce qu'il soit convoqué par un service de messagerie. À la dernière minute, le secrétaire de la marine confédérée et un amiral arrivent et mentionnent qu'il emmènera un prisonnier à bord. Les tombes sont choquées lorsque le prisonnier arrive sous haute garde avec des soldats confédérés en uniforme de l'Union.
Un sous-complot impliquait une théorie du complot concernant Abraham Lincoln, qui suggérait qu'Abraham Lincoln avait été capturé par les forces confédérées et était en effet le prisonnier amené à bord de l'ironclad CSS Texas, avec le "Abe Lincoln" qui a été assassiné étant en fait un acteur engagé par Edwin M Stanton.
Le navire se met en route et est battu par la marine de l'Union qui tente de passer le blocus en haute mer. Pour faciliter les choses, Tombs amène le prisonnier sur le pont et les soldats de l'Union arrêtent de tirer et saluent.
Puis en 1931, Kitty Mannock survole le Sahara à la recherche d'un nouveau record d'aviation. Une tempête de sable encrasse ses carburateurs et son crash d'avion atterrit dans le désert. Pendant que son atterrissage se fait sur un sol plat, l'avion atteint le bord d'un ravin et bascule. Même si une recherche est lancée, elle n'est pas trouvée.
Puis, en 1996, un convoi de touristes traverse le Sahara sur une flotte de Land Rovers lorsqu'ils atteignent un arrêt prévu dans un village du pays du Mali. Ils trouvent qu'il est exceptionnellement désert, mais alors qu'ils se rafraîchissent au village, ils sont attaqués par des sauvages aux yeux rouges qui les tuent et les mangent. Seul le guide arrive à s'échapper.
Pendant ce temps, travaillant en Égypte sur une cartographie archéologique du Nil, Dirk Pitt sauve le Dr Eva Rojas, une scientifique travaillant pour l'Organisation mondiale de la santé, d'un mystérieux attaquant. Peu de temps après, Eva s'envole pour le Mali avec une équipe internationale de scientifiques pour enquêter sur une mystérieuse maladie qui a été signalée dans divers villages du désert. En même temps, Pitt et son meilleur ami Al Giordino sont transportés à la hâte vers un navire de recherche à l'extérieur des côtes du Nigéria. Là, ils sont informés par leur patron, l'amiral James Sandecker, d'une prolifération d'algues, en l'occurrence une marée rouge, qui croît anormalement vite, et menace de consommer l'approvisionnement mondial en oxygène et d'éteindre presque toute vie sur terre. La vitesse de croissance est soupçonnée d'être alimentée par un certain type de polluant.
Dirk, Al et Rudi Gunn ont l'ordre de remonter le fleuve Niger pour rechercher le polluant et déterminer où il pénètre dans le fleuve. Ils le font à bord du Calliope, un super-yacht de haute performance, équipé de laboratoires scientifiques complets, de plusieurs systèmes d'armes et d'une gamme d'équipements de communication. La croisière se passe bien jusqu'au Bénin, où ils sont contraints d'engager la marine béninoise, qui est complètement détruite. Le reste du voyage se passe dans le calme. Ils identifient le polluant et trouvent enfin l'endroit où il apparaît dans la rivière - mais il n'y a aucune installation chimique à proximité, et o; n'y a aucun signe de quoi que ce soit entrant dans la rivière.
À l'heure actuelle, les forces armées maliennes sont en route, ainsi que le dictateur malien, le général Zateb Kazim, qui souhaite saisir le yacht pour son propre usage. Après avoir déposé Gunn pour courir vers l'aéroport de Gao, Pitt et Giordino ont laissé le yacht s'autodétruire après avoir sauté par-dessus bord et nagé jusqu'à la péniche de l'homme d'affaires français impitoyable Yves Massarde. Sur son yacht, ils parviennent à contacter l'amiral Sandecker à propos de l'évasion de Gunn avant d'être capturé par Massarde. Une équipe de secours de l'ONU vient chercher Gunn à l'aéroport.
Après quelques interrogatoires sur la péniche, Pitt et Giordino parviennent à voler l'hélicoptère de M. Massarde, qu'ils volent vers le nord à Bourem, jetant l'hélicoptère dans la rivière. Ici, ils trouvent et volent l'ancienne voiture du général Kazim. Ils conduisent vers le nord, dans le désert, vers l'installation de traitement des déchets chimiques Fort Foureau, la seule installation qui pourrait éventuellement faire fuir le polluant dans la rivière. En route vers le centre de désintoxication, Pitt et Giordino se heurtent à un nomade américain qui est à la recherche d'un prétendu fer-à-fer englouti. Ils cachent la voiture et se faufilent dans l'installation, uniquement pour être capturés par les gardes de sécurité de M. Massarde, mais pas avant d'avoir compris que l'installation de traitement n'est qu'un déguisement pour une décharge souterraine située juste au-dessus d'une rivière souterraine, qui coule sous le sable du Niger.
Massarde décide de les envoyer à Tebezza, une mine d'or secrète partagée avec le général Kazim, où les prisonniers creusent pour trouver de l'or dans des conditions épouvantables. Ils y trouvent également l'équipe de l'OMS, qui s'était trop rapprochée de la vérité sur les maladies sur lesquelles ils enquêtaient, ainsi que les ingénieurs français engagés pour construire l'usine de traitement. Dirk et Al parviennent à s'échapper de la mine, parcourant 300 km à l'est, tentant d'atteindre la route transsaharienne. Quand le gaz s'épuise, ils doivent marcher. Ils trouvent une peinture rupestre d'un moniteur de l'ère de la guerre civile, que les artistes locaux n'auraient pas pu dessiner avec autant de détails sans l'avoir vu. Ils trouvent également un avion perdu des années 1930, qu'ils reconstruisent en yacht de sable. Ils déterminent que l'avion écrasé avait été piloté par le légendaire pilote australien Kitty Mannock, dont la disparition était à l'époque une nouvelle mondiale, éclipsée uniquement par celle d'Amelia Earhart. Le corps de Mannock est couché avec l'avion, avec son journal, qui détaille ses tentatives de sortir, sa découverte d'un "étrange navire dans le sable", son abri à l'intérieur du navire, et son retour éventuel dans son avion en vain espoir de sauvetage. Mannock avait survécu pendant dix jours, et grâce à son journal intime, ils pouvaient savoir combien de temps elle avait marché depuis l'avion et dans quelle direction, leur donnant un espace pour rechercher le cuirassé perdu. À l'aide du yacht de sable qu'ils ont construit à partir de l'avion de Mannock, ils atteignent enfin la route transsaharienne et sont ramassés par un camion qui passe sur le chemin d'Adrar, en Algérie. Ils atteignent rapidement Alger, d'où ils informent l'amiral Sandecker de la situation épouvantable de Tebezza.
L'équipe de l'ONU qui a secouru Rudi Gunn plus tôt est envoyée à Alger pour récupérer Pitt et Giordino, puis est transportée par avion à Tebezza. Ils attaquent avec succès Tebezza et le ferment définitivement, mais pas avant qu'une alarme ne soit envoyée au général Kazim. Un avion de l'armée de l'air malienne y est envoyé pour enquêter et détruit l'avion des Nations unies au moment où l'équipe revient de la mine. Ils sont maintenant bloqués et décident de courir pour le vrai Fort Foureau, une forteresse de la Légion étrangère française qui a donné son nom à l'usine de traitement des déchets, et prévoit de détourner plus tard un train de déchets pour transporter l'équipe et les prisonniers secourus en lieu sûr. Mauritanie.
À la forteresse, leur présence est découverte et les trains sont arrêtés. Giordino et un commando utilisent un buggy d'attaque dépouillé pour atteindre une unité du Delta américain en Mauritanie, tandis que l'armée malienne attaque la forteresse avec tout ce qu'elle possède. Après de lourdes pertes pour les deux parties, l'unité Delta vient à la rescousse à bord d'un train, battant rapidement l'armée malienne et tuant le général Kazim.
Maintenant, Pitt et Giordino empruntent un hélicoptère d'attaque et vont prendre le contrôle de l'installation de Fort Foureau. Ils obligent également M. Massarde à s'allonger nu dans le soleil du désert pendant trois heures, après quoi il boit plusieurs litres d'eau qui a été secrètement polluée par la décharge. Ils l'ont ensuite laissé monter à bord de son hélicoptère et partir, sachant qu'il ne survivrait pas.
En fin de compte, la décharge est nettoyée, le polluant de l'eau est éliminé et le taux de croissance de la marée rouge diminue. Les prisonniers de Tebezza secourus sont soignés pour malnutrition et diverses blessures. L'ironclad est déterré et l'avion perdu est restauré et placé dans un musée. Dirk Pitt expédie également le général Kazim Avions Voisin à sa propre collection de voitures.

## Adaptation cinématographique 2005
En 2005, le réalisateur Breck Eisner a filmé une adaptation du roman, mettant en vedette Matthew McConaughey dans le rôle de Dirk Pitt, Steve Zahn dans le rôle d'Al Giordino et Penélope Cruz dans le rôle d'Eva Rojas. Le film avait un budget de production assez important de 145,000,000 $ et n'a finalement rapporté que 121,671,925 $ à l'international.  En tant que tel, bien que Philip Anschutz et Crusader Entertainment aient à l'origine obtenu les droits d'adapter un certain nombre de romans de Cussler, il serait étonnant que d'autres adaptations cinématographiques soient réalisés.
De plus, en grande partie à cause de l'interprétation des contrats concernant l'autorité de Cussler sur le scénario adapté, il a finalement poursuivi Crusader Entertainment. Au milieu du litige, Crusader a finalement porté des accusations contre Cussler, affirmant qu'il avait personnellement gêné la publicité et la performance du film, ainsi que fourni de fausses informations dans le contrat original. Cussler a perdu la décision lorsque le jury a conclu qu'il avait agi injustement et en violation de contrat. Crusader a reçu 5 millions de dollars de Cussler qui a été reconnu coupable d'avoir violé une «alliance de bonne foi». Une décision de la Cour d'appel de Californie a par la suite annulé cette somme de 5 millions de dollars. 
Le film a subi plusieurs modifications par rapport au roman original, y compris, mais sans s'y limiter, la suppression des événements de Tebezza et l'omission presque complète de la trame de fond de "Kitty Mannock", qui n'a pas été bien testée lors des projections préliminaires. Le stand du Fort Foureau d'origine a également été omis. Cependant, dans une interview de ReadersRoom en 2003, Cussler a accepté le fait que les scènes devaient être supprimées pour la production d'un film de deux heures.

## Personnages
- Dirk Pitt
- Al Giordino
- Rudi Gunn
- Amiral James Sandecker
- Dr Eva Rojas
- Général Zateb Kazim. dictateur malien
- Yves Massarde, homme d'affaires français
- Kitty Mannock, pilote australien

## Lieux de l'histoire
- Désert du Sahara
- Nil en Egypte
- Mali
- Tebezza
- Alger
- Delta américain en Mauritanie